# 緬彝語群
緬彝語群（Lolo-Burmese），又稱彝緬語群，是漢藏語系的一個支系，分佈在雲南、四川、貴州、廣西、緬甸、泰國、老撾、越南等地，使用人口達4400萬人，是藏緬語族使用人数最多的支系。

## 緬彝分支
可以分成緬和彝兩個分支：
- 緬語支：緬語、阿昌語、載瓦語、浪莪語、勒期語
- 彝語支
  - 北部：彝語北部方言、彝語南部方言、彝語東部方言
  - 中部：拉祜語、傈僳語、彝語西部方言、彝語中部方言、彝語東南部方言、基諾語
  - 南部：哈尼語、毕苏语
  - 东南部：仆拉语、姆基语

Bradley（2007）认为贡语(Ugong language)是緬彝語群的一个独立分支。
納西語的地位尚不明確。

## 外部联系
向柏霖 & Alexis Michaud (2011):468–498论证了可能存在的羌缅语群，包含纳西-羌语支和缅彝语群。相似地，大卫·布拉德利 (2008)也假设了一个东藏缅语支，包含缅彝语群和羌语支。

## 語音系統
緬彝語群多數語言元音有鬆緊對立，而且和聲調有一定制約關係。

## 語法結構
語序和多數漢藏語系的語言一樣是主賓謂。